# Дорнице
Дорнице (на словенски: Dornice) е село в Словения, регион Средна Словения, община Водице. Според Националната статистическа служба на Република Словения през 2015 г. селото има 64 жители.